# Cao Rulin
Cao Rulin (ur. 1876 w okolicach Szanghaju, zm. 1966 w Michigan) – chiński polityk o orientacji projapońskiej, wiceminister spraw zagranicznych, minister finansów i łączności w drugim dziesięcioleciu XX wieku. Ze względu na swój udział w negocjacjach dwudziestu jeden żądań został obwołany narodowym zdrajcą.

## Życiorys

### Edukacja
Cao Rulin urodził się w powiecie Szanghaj w 1876 roku. Jego ojciec i dziadek byli urzędnikami pracującymi na rzecz Arsenału Jiangnan. Cao odebrał klasyczną chińską edukację, po czym wysłano go do Akademii Kolejowej w Wuhan, w celu zdobycia wiedzy technicznej. Zawiedziony poziomem szkoły zdecydował się na wyjazd do Japonii, rodzina pozyskała niezbędne środki poprzez sprzedaż ziemi. W 1899 roku rozpoczął studia prawnicze w Tōkyō Hōgakudō (Tokijskiej Akademii Prawa), które trwały do roku 1904. Przez dwa lata studiów przebywał w domu rodzinnym nieżyjącego już wtedy Chōmina Nakae, gdzie nawiązał znajomości z japońskimi liberałami, zwłaszcza zaś z synem Chōmina, Ushikishim. W stosunku do innych chińskich studentów preferował bardziej konserwatywne środowisko – wśród osób, z którymi się zaprzyjaźnił, znaleźli się między innymi późniejsi ambasadorzy Republiki Chińskiej w Japonii Lu Zongyu oraz Zhang Zongxiang. Pobyt w Tokio wykształcił w Cao Rulinie bardzo pozytywny obraz tego kraju. Liczył, że idąc za przykładem restauracji Meiji również Chiny są w stanie przejść przez podobny proces prozachodniej modernizacji.

### Kariera rządowa
Po zdaniu egzaminów został zatrudniony w Departamencie Rolnictwa i Handlu w Pekinie. Za sprawą protekcji Xu Shichanga obracał się w sferach dworskich. Po upadku monarchii nominowany przez Yuan Shikaia do parlamentu, następnie zaś na stanowisko wiceministra spraw zagranicznych (od sierpnia 1913 do czerwca 1916 roku). 
Szczególny wpływ na dalszą karierę Cao wywarły negocjacje dotyczące dwudziestu jeden żądań wystosowanych przez Japończyków w styczniu 1915 roku. Gdy do strony chińskiej doszły 6 maja informacje o planowanym ultimatum w sprawie żądań, Yuan Shikai postanowił zaakceptować wszystkie japońskie warunki. Pomimo że negocjacje prowadził Lu Zhengxiang, misję poinformowania prowadzącego rozmowy ze strony japońskiej Eki Hiokiego o akceptacji warunków powierzono Cao Rulinowi. Tego samego dnia Japonia zrezygnowała jednak z V grupy najbardziej radykalnych żądań, które przekształcały Chiny w państwo marionetkowe. Gdy pełniący funkcję ambasadora Lu Zongyu przesłał stosowne informacje do Pekinu, Cao musiał 7 maja odwołać wcześniej przekazaną zgodę. Japońskiemu dyplomacie wytłumaczył, iż jego wcześniejsze oświadczenie miało charakter osobisty, zaś rząd jest w stanie zaakceptować jedynie cztery grupy żądań. 
Przebieg negocjacji został przez dużą część społeczeństwa odebrany jako zdrada Cao Rulina. Dużą rolę w wytworzeniu takiej interpretacji odegrał generał Zhang Xun. Cao bronił się, rozsyłając wyjaśniające telegramy o swojej roli w negocjacjach. Potwierdzone przez wysokiej rangi urzędników oczyszczenie z zarzutów nie uchroniło polityka przed reperkusjami wydarzeń. Zapamiętano jego udział w wydarzeniach 7 maja, który został ogłoszony dniem hańby narodowej. 
Pomimo negatywnego stosunku społeczeństwa chińskiego do Japonii, Cao sugerował następcy Yuana – Duanowi Qirui – oparcie polityki zagranicznej na wschodnim sąsiedzie. Okazja do poprawy wzajemnych stosunków nadarzyła się po zmianach gabinetowych w Tokio. Rząd Masatake Terauchiego postanowił zawęzić ekspansję w Chinach do wyłącznie pokojowych metod. Wyrazem tego były pożyczki Nishihary, nazwane od Kamezō Nishihary, który, wraz z oficerem wywiadu Rihachirō Banzai, prowadził negocjacje po stronie japońskiej. Cao Rulin reprezentował w negocjacjach stronę chińską. W związku z sukcesem (8 pożyczek na 145 milionów jenów na warunkach lepszych niż rynkowe) Cao objął w marcu 1918 roku ministerstwa finansów i łączności. 
Kolejne ważne negocjacje z Japończykami dotyczyły paktu wojskowego. Początkowe propozycje wschodniego sąsiada podważały suwerenność Chin nad własnymi wojskami, co przywoływało skojarzenia z V grupą żądań z 1915 roku. Pomimo tego, że podpisana w maju 1918 roku wersja paktu obronnego nie zawierała już tak kontrowersyjnych punktów, spotkały się one z żywym protestem chińskich studentów w Tokio, działaczy Kuomintangu oraz militarystów z południowo-zachodnich Chin. Chociaż wkład Cao Rulina w negocjacje porozumienia był niewielki, to za sprawą pamięci 7 maja został on, wraz z Duanem i sygnatariuszem traktatu obronnego, Jin Yunpengiem, ogłoszony zdrajcą Chin. 
Wybuch niezadowolenia z maja 1918 roku został jeszcze zażegnany, dzięki wynegocjowanym przez Cao Rulina pożyczkom. Sytuacja zmieniła się po upadku rządu Terauchiego, oznaczającym ustanie dopływu kapitału dla kliki Anhui. Reżim pozbawiony środków finansowych stał się ofiarą demonstracji studentów, które rozpoczęły się 4 maja 1919 roku. Tym razem na liście trzech największych zdrajców Cao Rulinowi towarzyszyli dyplomaci Zhang Zongxiang i Lu Zongyu. Opozycjoniści udali się pod dom Cao Rulina, podpalili budynek, a przebywającego w środku ambasadora Zhang Zongxianga dotkliwie pobili. Po tym incydencie Cao, wraz z dwoma pozostałymi politykami, został zmuszony do podania się do dymisji w czerwcu tegoż roku. 
O inspiracje wydarzeń, które doprowadziły do przedwczesnego końca jego kariery, Cao oskarżał swoich politycznych wrogów: wiceministra łączności Ye Gongchuo oraz polityków zrzeszonych wokół Liang Qichao. Był też rozczarowany niewdzięczną jego zdaniem postawą prezydenta Xu Shichanga, który nie wsparł swojego stronnika w krytycznej sytuacji. Chociaż Cao został zmuszony do wycofania się z aktywnej polityki, to cały czas utrzymywał swoje wpływy, licząc na powrót w sprzyjających okolicznościach.
W opinii publicznej Cao wkrótce zdystansował na płaszczyźnie zdrady pozostałych konkurentów.

### Walka o powrót do władzy
W 1920 roku Cao Rulin pełnił funkcję mediatora w wojnie Anhui-Zhili. Jego postawa cechowała się stronniczością na korzyść dawnych współpracowników. W trakcie rozmów zaskarbił sobie wrogość Wu Peifu z kliki Zhili, gdy zasugerował jego dymisję. Ponieważ konflikt zakończył się porażką kliki Anhui, Cao próbował przejść do obozu zwycięzców z klik Zhili i Fengtian. Na przełomie kwietnia i maja 1921 zapewnił sobie powrót do sfer rządzących. Cao zobowiązał się do wynegocjowania od Japończyków kolejnych pożyczek w zamian za port w Zhili. W związku z tym uzyskał obietnicę posady ministra łączności. Plany te zostały jednak storpedowane przez prasę. Ataki medialne powtórzyły się po upływie pół roku, kiedy Cao Rulin otrzymał posadę komisarza do spraw propagowania przemysłu.
Kolejna fala agresywnej retoryki została zainspirowana przez Wu Peifu. Początkowo atakował on członków kliki Anhui, a po zwycięstwie w I wojnie Zhili–Fengtian również polityków powiązanych z Fengtian. W obu przypadkach Cao stał się jednym z głównych celów, latem 1922 roku z powodu obaw o swoje bezpieczeństwo schronił się w japońskiej koncesji w Tiencinie. Ataki na polityków kolaborujących z Japonią powtarzały się też w retoryce zwolenników Sun Jat-sena, zarówno z Kuomintangu, jak i z Komunistycznej Partii Chin. Celował w nich między innymi Wang Jingwei, który sam później współpracował z Japonią. 
Cao w dalszym ciągu obracał się w sferze polityków, jednak jego reputacja blokowała mu karierę. Informacje o rozgrywkach politycznych przekazywał swoim japońskim przyjaciołom, takim jak Rihachirō Banzai, Shin'ichirō Funatsu, Shigeru Yoshida czy Kenkichi Yoshizawa. Sytuacji nie zdołał poprawić nawet powrót Duana do władzy w listopadzie 1924 roku.
Od 1917 roku pracował w Chińsko-Japońskiej Kompanii Rozwoju Przemysłu, działającej głównie jako pośrednik japońskich pożyczek. Wypracowywał też harmonogram ich spłacania, który jednak nie był dotrzymywany przez władze w Pekinie. Stanowisko utracił po zwycięstwie Kuomintangu.

### Pod rządami Kuomintangu
Po dojściu do władzy Kuomintangu Cao Rulin skupił się wyłącznie na interesach gospodarczych. Zajmował wysokie stanowiska w przedsiębiorstwach finansowych dawnych swoich protegowanych. Sam posiadał znaczne udziały w kopalniach Liuhegou i Jingxing. Za sprawą Wu Dingchanga zaproszony do uczestnictwa w konferencji w Lushan. Do aktywności politycznej powrócił po incydencie mandżurskim. Cały czas nastawiony projapońsko, dążył do załagodzenia sporów pomiędzy sąsiadami, nie popierając jednakże japońskiej agresji. W ramach działań uspokajających sytuację przekonywał Duana (jako potencjalnego kandydata na głowę japońskiego państwa marionetkowego w Chinach), do opuszczenia północnych prowincji kraju. Sam jednak, mimo licznych propozycji i sugestii, pozostawał w Tiencinie, co argumentował swoimi obowiązkami filialnymi wobec starej matki i dużej rodziny. Jednocześnie jego wizerunek medialny znacznie się poprawił. Z pozycji zdrajcy przekształcił się w męża stanu, na którego opinię powoływała się chińska prasa.
W czasie okupacji japońskiej odmówił wejścia do marionetkowego rządu, akceptując jedynie pozycję konsultanta oraz nominalnego dyrektora rządowego wydawnictwa. Zaprzestał też kierowania własnymi kopalniami, zarząd których przejęły japońskie korporacje Meiji i Kajima. W swojej autobiografii Cao Rulin prezentuje sytuacje, w których z narażeniem życia pomagał członkom ruchu oporu, przedstawiając swoją kolaborację jako niezbędne minimum.
W 1945 roku został na krótko zamknięty w areszcie domowym przez siły Kuomintangu, jednak po weryfikacji jego postawy Czang Kaj-szek zarządził jego zwolnienie oraz przeprosił go listownie za nieprzyjemności. W związku z postępami komunistów przeniósł się w 1950 roku do Japonii, gdzie przebywał 7 lat. W tym czasie utrzymywany był przez zorganizowaną przez Shigeru Yoshidę i Rikurō Takagiego grupę 10 japońskich przedsiębiorców, łożących na niego łącznie 50 tysięcy jenów miesięcznie. Uczestniczył w życiu towarzyskim japońskich elit, wygłaszał między innymi mowę na pogrzebie Kazue Shōdy. Na wyspach cieszył się dużym szacunkiem za – zdaniem Kisuke Itabashiego – projapońską postawę, która jednak nie doprowadziła go do zdrady.
Ostatnie lata życia spędził w Stanach Zjednoczonych, gdzie mieszkała jego córka. Zmarł w 1966 roku w stanie Michigan.

## Twórczość
Cao Rulin napisał autobiografię Cáo Rǔlín yīshēng zhī huíyì (曹汝霖一生之回憶), poprzez którą usiłował oczyścić się z prześladujących go oskarżeń o zdradę.